# Суук-Су

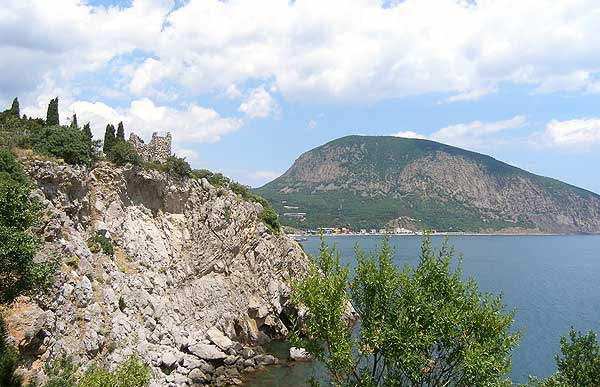
Мыс Суук-Су, Башня

Суу́к-Су, Суву́к-Сув (укр. Суук-Су, Сувук-Сув, крымскотат. Suvuq Suv) — средневековый могильник в Крыму, датируется VI—X веками.
Расположен на одноимённом мысе на южном берегу Крыма между посёлком Гурзуф и западным склоном горы Аю-Даг, частично на территории международного детского центра «Артек».
Бо́льшая часть могильника была раскопана в начале XX века Н. И. Репниковым. Погребения VI—VII веков осуществлялись в склепах и подбойных могилах. Они содержат разнообразные украшения: фибулы, поясные наборы и пряжки, серьги, янтарные и сердоликовые бусы и так далее. Могилы VIII—X веков — плитовые. Захоронения этого периода почти не содержат инвентаря, что связано с распространением христианства. Этническая принадлежность захороненных людей точно не установлена, некоторые специалисты связывают его с крымскими готами, некоторые — с эллинизированными сармато-аланами.